# Apokalypse
Apokalypse (griechisch ἀποκάλυψις „Enthüllung“, im Christentum übersetzt als „Offenbarung“) ist eine thematisch bestimmte Gattung der religiösen Literatur, die „Gottes Gericht“, „Weltuntergang“, „Zeitenwende“ und die „Enthüllung göttlichen Wissens“ in den Mittelpunkt stellt. In prophetisch-visionärer Sprache berichtet eine Apokalypse vom katastrophalen „Ende der Geschichte“ und vom Kommen und Sein des „Reichs Gottes“.
Im weiteren Sinn kann auch säkulare Literatur, Science-Fiction etwa, die charakteristischen Merkmale einer „Apokalypse“ haben.
Der Begriff Apokalyptik bezeichnet den gesamten Vorstellungskomplex, der in den Apokalypsen zum Ausdruck kommt. Der theologische Fachterminus für prophetische und apokalyptische Zukunftserwartungen ist Eschatologie.
Apokalypsen reagieren oft auf konkrete historische Ereignisse. Sie schildern radikale innerweltliche Veränderungen in Metaphern des Weltuntergangs oder deuten sie geistlich, indem sie sich auf eine endzeitliche Äonenwende und das göttliche Endgericht beziehen. Dazu verwenden sie eine metaphorische und mythische Sprache: Historische Nationen, Personen und Ereignisse werden als Symbole und Bildmotive – häufig als Tiere – beschrieben. Oft erscheinen Engel als Offenbarer der Zukunft oder Deuter der Zukunftsvisionen. So ist ihre Enthüllung eng mit einer Engellehre (Angelologie) verbunden. Apokalypsen sind also theologische Geschichtsdeutungen, die die kommende Geschichte aus der vergangenen und die vergangene von der zukünftigen her zu interpretieren suchen und so ein umfassendes Bild vom Weltlauf entwerfen.

## Antike
Schon bei den antiken Schöpfungsmythen Assyriens und Babyloniens, z. B. dem Gilgamesch-Epos, tauchen apokalyptische Vorstellungen auf. Im Zoroastrismus Persiens wird die Idee eines Endkampfes zwischen „Gut“ und „Böse“, „Licht“ und „Finsternis“ geprägt. Von dort aus drang sie in den Hellenismus ein.
Im nordischen Kulturkreis ist der Weltuntergang als Ragnarök – Schicksal der Götter – bekannt.

## Judentum
Als Literaturgattung hatte die Apokalypse ihre Blütezeit im Judentum des zweiten Tempels (539 v. Chr.) bis zu dessen Zerstörung (70 n. Chr.). Spätere apokalyptische Literatur knüpfte meist an vorgegebene biblische Überlieferungen an. Streng genommen ist die Apokalyptik in der biblischen Überlieferung von der Prophetie zu unterscheiden: Der Prophet spricht im Namen Gottes ein Wort der Mahnung, des Gerichts oder der Verheißung in eine bestimmte geschichtliche Situation des Gottesvolkes hinein (z. B. Jes 7,1–16 ). Der Apokalyptiker hingegen vermittelt mit Hilfe einer bildhaften Sprache einen göttlichen Plan zum Ablauf der Geschichte der Welt bis zum Endgericht und der Erschaffung einer neuen Welt hin (z. B. Dan 7,1–15). Dabei hilft dem Apokalyptiker ein überirdischer Vermittler, ein Engel oder eine göttliche Stimme, bei der Deutung der Bilder, die er gesehen hat (z. B. Dan 7,16–28 ).
Endzeiterwartungen begegnen schon im 8. Jahrhundert v. Chr. in der frühen Unheilsprophetie: Amos kündete im Nordreich Israel einen „Tag JHWHs“ an, der „Finsternis, nicht Licht“ für Israel bringen werde (Am 5,18–20 ). Micha verkündet Ähnliches im Südreich, verbunden mit einer endzeitlichen „Völkerwallfahrt“ zum Zion, dem Tempelberg in Jerusalem (Mi 4,2–4 ). Jeremia greift 200 Jahre später auf Michas Unheilsprophetie zurück; seine Prophetie bezieht sich auf die politischen Ereignisse bis zur ersten Tempelzerstörung und Exilierung der judäischen Oberschicht (586 v. Chr.).
In der exilischen Prophetie Israels werden innergeschichtliche Gerichte, die Fremdherrscher an Israel vollstrecken, mit einem Völkergericht verbunden und universalisiert (z. B. Jes 2 , Joel 4 ). Auch die Messiaserwartung ist tendenziell apokalyptisch, da der Messias die Unrechts- und Gewaltgeschichte der Welt abbricht und zu einem gerechten Ende führt (Jes 9 ). Bei Jesaja wird der Messias als Weltrichter dann schon mit der Vorstellung einer endgültigen Verwandlung des ganzen Kosmos einschließlich der Naturgesetze verknüpft (Jes 11 ).
Bei dem späteren Exilspropheten Ezechiel wird die Verkündigung des nahenden Endgerichts (Ez 7 ) mit Visionen verbunden, die auf vergangene Geschichte zurückblicken und diese „vorhersagen“: nicht nur die „Greuel“ (Ez 8 ), die die Zerstörung des ersten Tempels (Ez 9 ) und den Untergang des Königtums (Ez 19 ) herbeiziehen, sondern auch den Sieg Nebukadnezars über Ägypten (Ez 29–32 ). Noch unverbunden damit tritt nun auch die Vorstellung einer jenseitigen Totenerweckung (Vision des Propheten Ezechiel von der Auferweckung Israels, Ez 37 ) hervor.
Bei Daniel verdichten sich diese Motive zur großen Vision vom Kommen Gottes zum Endgericht (Dan 7 ), das die ganze Weltgeschichte endgültig wenden werde: Alle Gewaltherrschaft werde dann vernichtet werden. Der „Menschensohn“ – Gottes ursprüngliches Ebenbild – erscheint, erhält Gottes volle Macht und verwirklicht damit die von den Propheten angekündete ewige Gottesherrschaft. Vom Messias und einer innergeschichtlichen Umkehr der Völker zum Gott Israels ist keine Rede mehr; dennoch bewahrt diese Apokalyptik Verheißungen der älteren Prophetie in der Situation akuter Existenzbedrohung Israels unter Antiochus IV.
Im 2. und 1. vorchristlichen Jahrhundert entstehen weitere Bücher mit apokalyptischer Thematik, z. B. der äthiopische Henoch, das 4. Buch Esra und die „Kriegsrolle“ von Qumran (etwa 130 v. Chr.). Davon nahm eine rabbinische Synode bei Jawne um 100 n. Chr. aber nur das Buch Daniel als legitime Fortsetzung der biblischen Prophetie in den Kanon des jüdischen Tanach auf.

## Christentum
Jesu Predigt vom Reich Gottes und vom Menschensohn ist durch und durch von der biblischen Prophetie und Apokalyptik geprägt. Aber die Unheilserwartung, die dort oft mit dem Weltende verbunden ist, wird nun im Anschluss an Deuterojesaja stärker eingebettet in die übergreifende Heilserwartung einer Rettung aller, auch der verlorenen und dem Endgericht verfallenen Kreaturen: etwa in den Seligpreisungen der Bergpredigt (Mt 5,3–10 ).
Die Urchristen verstanden Jesu Kreuzigung als stellvertretende Übernahme dieses Endgerichts, seine Auferweckung als rettende Vorwegnahme der endzeitlichen Wende der Weltgeschichte. Diese beiden Grunddaten wurden die zentralen Heilsereignisse im urchristlichen Glaubensbekenntnis (1 Kor 15,3ff ): So wurde die Apokalyptik zur „Mutter der christlichen Theologie“ (Ernst Käsemann). Sie tritt in den Evangelien nun hinter die Verkündigung des schon gekommenen Christus zurück. Tatsächlich kann festgestellt werden, dass sich das Urchristentum bei seiner Traditionsbildung eben nicht auf eine Sammlung apokalyptischer Worte verlegt hat, die sich auf den gegenwärtigen und wiederkomenden Christus bezogen. Aber Apokalyptik ist im Christentum nicht auf Worte zu beschränken, die sich auf Jesus Christus beziehen.

### Synoptische Apokalypse
Jesus selbst kann als Apokalyptiker beschrieben werden. So finden wir eine „kleine Apokalypse“ im Markusevangelium in Kapitel . Sie findet sich auch bei Matthäus und Lukas (Kapitel , bzw. ). Entsprechend ist dann auch von einer synoptischen Apokalypse die Rede. Hier wird das Ende des Tempels und große Not noch vor einem eigentlichen Ende beschrieben. Dabei wird teilweise auf eine Prophetie in Daniel 7  Bezug genommen.

### Johannes
Die Offenbarung des Johannes ist das einzige insgesamt apokalyptische Buch, das von urchristlich-apokalyptischen Schriften in den Kanon des Neuen Testaments aufgenommen wurde. Es wird nach seinen Anfangsworten Apokálypsis Jesu Christu … im Christentum oft einfach Apokalypse genannt. Es knüpft an ältere Motive des Danielbuches an: Der Seher erfährt in seinen Visionen durch Engel die Zukunft der Erde bis zum Weltende. Trotz durch das Opferblut Jesu bereits geschehener „Erlösung“ warteten die Urchristen wie die Juden auf die noch ausstehende Verwandlung der Welt durch den Messias, der für sie mit Jesus Christus schon gekommen war (Offb 1,1.10 ).

## Grundgedanken der apokalyptischen Theologie
- Die Apokalyptik erwartet die Wende vom Unheil zum Heil nicht mehr als ein Eingreifen Gottes in den Lauf der Weltgeschichte, sondern als sein Kommen zu deren Abbruch. Insofern herrscht hier gegenüber der älteren Prophetie eine geschichtspessimistische Grundstimmung: Die ganze Menschheits- bzw. Weltgeschichte wird als Unheilsgeschichte gesehen, die einem schrecklichen Ende zutreibt.
- An Gottes Herrsein in Bezug auf seine Vorsätze wird nicht gerüttelt: Gott selbst habe den plötzlichen, katastrophalen Abbruch der von ihm bis dahin geduldeten Weltgeschichte im Voraus festgelegt (Gedanke der Vorsehung Gottes – lateinisch Providentia Dei oder theologischer Determinismus).
- Das endgültige, von Gott allein gesetzte Ende wird oft als Endkampf Gottes gegen den Satan und seinen dämonischen und menschlichen Anhang (vgl. Höllensturz) verstanden, der zur von Gott vorbestimmten Zeit beginnt (Mt 24 EU).
- Dieser Endkampf zwischen „Gut“ und „Böse“, Licht und Finsternis kann die Gestalt eines apokalyptischen Dualismus annehmen. Im Zoroastrismus und später im Gnostizismus wird dieser Kampf schon in die Schöpfungsgeschichten vorverlagert, so dass im Grunde zwei Gottheiten miteinander kämpfen (vgl. Offb 12,7 EU). Bereits in 1 Mos 3,15 EU wird vorhergesagt, dass der Schlange (Symbol für Satan und seine Nachfolger) der Kopf zermalmt werden würde. Das „böse Prinzip“ und der Schöpfergott treten in Konflikt miteinander. Erlösung und Rettung sind erkennbar durch die Auferstehung der Toten (Offb 11,18 EU; 20,5-11 EU) und ein Überleben des Strafgerichtes Gottes durch jene, die das Loskaufsopfer Jesu Christi durch Taufe angenommen haben (Offb 7,9-17 EU) sowie durch Errichten des Reiches Gottes auch auf Erden (Offb 12,10 EU; Vater Unser).
- In der biblisch-jüdischen Apokalyptik wird an der Einheit der an sich guten Schöpfung festgehalten: Die Welt wird gemäß dem Willen Gottes von Grund auf verwandelt. Das Endgericht steht zu Beginn der Herrschaft Gottes und beendet die Herrschaft widergöttlicher Mächte, die Gott bis dahin geduldet hatte. Die Verwandlung der Welt ist allein Gottes Werk. Nur er kann die endgültige Gerechtigkeit bringen und weltweit durchsetzen. Sein Sieg steht seit undenklichen Zeiten her fest.
- Mit diesen Grundgedanken sind eine Reihe von Motiven und Bildern verbunden: Dazu gehören die Cherubim bei Ezechiel, der Menschenähnliche in Dan 7,14 oder die vier Apokalyptischen Reiter, die sich auf höheren Befehl hin auf den Weg machen.

Diese sind Symbole für den siegreichen Messias, den Krieg, Hungersnöte, Seuchen, denen der Tod unmittelbar folgt. In Offb 21  kommt das Neue Jerusalem als Bild der erneuerten Schöpfung und des Friedens zwischen Gott und den Menschen vom Himmel auf die Erde.

## Islam
Eschatologische Beschreibungen finden sich bereits in den frühesten Suren des Korans.
Die Suren 81, 82, 84 und 99 werden apokalyptische Suren genannt, weil sie gänzlich der Beschreibung von Naturkatastrophen und weiteren spektakulären Ereignissen am Ende der Tage gewidmet sind. Als Beispiel beschreiben die ersten 14 Verse von Sure 81 die „Einhüllung“ der Sonne, den Lichtverlust der Sterne, das Beben der Berge und die Vernachlässigung trächtiger Kamele, bevor die Seelen im Endgericht zur Rechenschaft gezogen werden. Dabei wird weder der exakte Zeitpunkt, die genaue Art und Weise noch die Ursache dieser Katastrophen genannt. Diese Beschreibungen der Ereignisse am Ende der Tage sind zwar oft sehr lebhaft und farbenreich, andererseits aber zu vielfältig, um ein genaues Bild der Ereignisse am Weltende abzugeben. Wie Rudi Paret in seiner Mohammed-Biographie ausführt, bezwecken diese Bilder weder die Beschreibung einer objektiven Realität noch eine genaue Zukunftsprognose. Sie sollen vielmehr hauptsächlich die Zuhörerschaft schockieren und den Schrecken ankündigen, der am Ende der Tage die ganze Welt erfassen wird.
Zahlreiche Parallelen mit jüdischen und christlichen kanonischen und apokryphen Überlieferungen sind wissenschaftlich untersucht worden, obwohl sich auch typisch arabische Charakteristika finden, wie zum Beispiel die Vernachlässigung von Kamelen in zehnmonatiger Trächtigkeit.

## Bahaitum
Die Deutung apokalyptischer Visionen in den auf Abraham zurückgehenden Religionen setzt sich im Bahaitum fort, da sowohl der Bab als auch Baha’ullah in ihren Schriften die vorausgehenden Offenbarungen zum Ausgangspunkt nehmen. Die darin verkündeten Endzeitverheißungen gelten als bereits symbolisch erfüllt und als Allegorien der Äonenwende zu dem verheißenen Friedensreich.
Beispiele allegorischer Deutung zu Jes 11 und Offb 11 und 12 finden sich in Schriften des Bahaitums. Der Tempel Jerusalems in Offb 11 und die apokalyptische Frau in Offb 12 werden darin allegorisch vor dem geschichtlichen Horizont der Verkündigung des Bab gedeutet. Der Bab wurde anfänglich von seinen Anhängern für den Mahdi muslimischer Endzeiterwartungen gehalten, Baha’ullah erklärte aber in der Folge den Messianismus für bereits abgeschlossen.

## Bildtradition

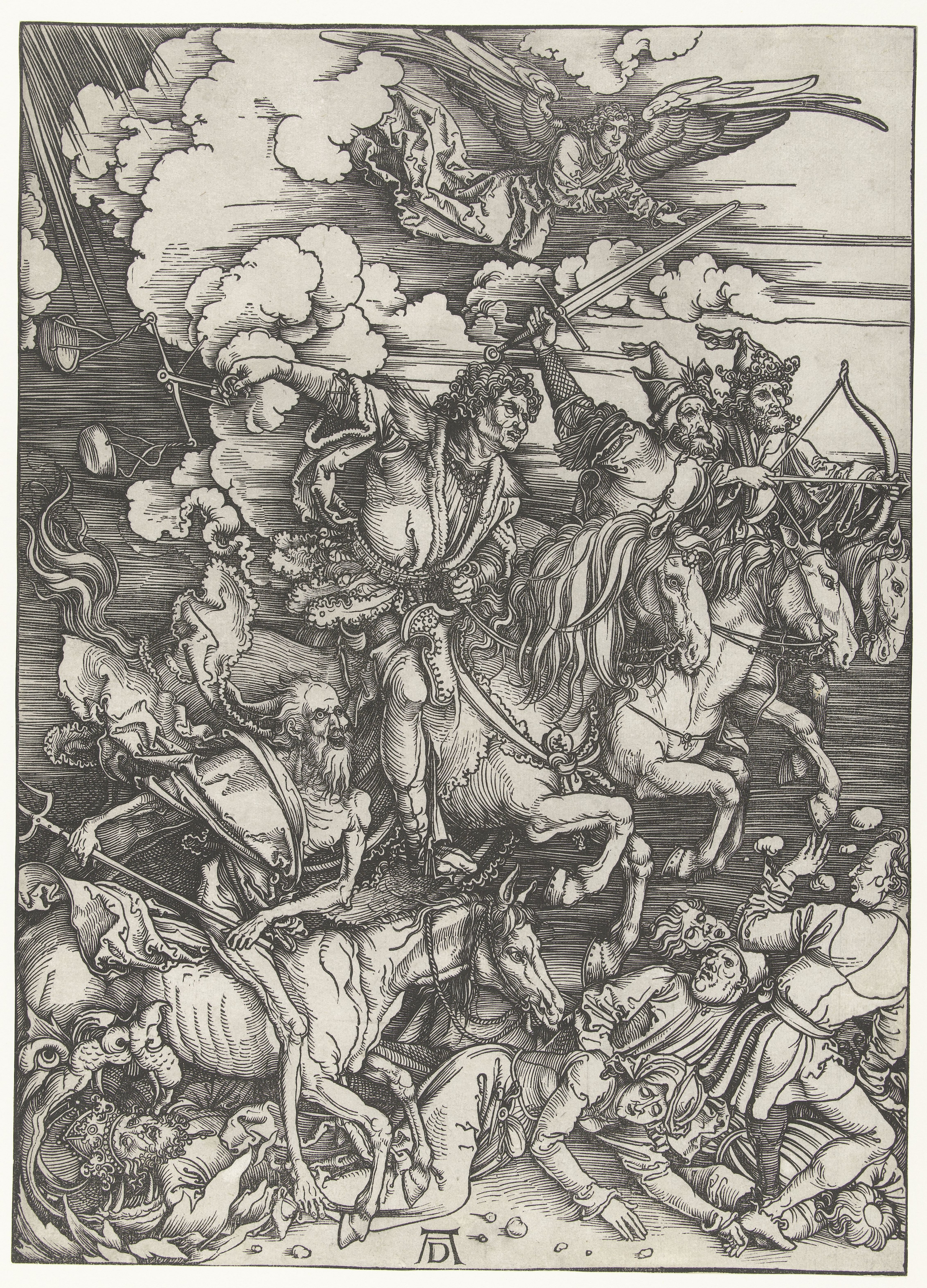
Albrecht Dürers apokalyptische Reiter, Holzschnitt, 1498

Zur Apokalypse von Angers, einem monumentalen, über 100 Meter langen Wandteppich mit 84 Szenen, der zwischen 1373 und 1382 in Paris gewebt wurde, siehe den Hauptartikel → Apokalypse (Wandteppich).

### Buchkunst
Für die christliche Ikonographie ist vor allem die Johannes-Apokalypse verbindlich, die seit dem frühen Mittelalter in zahlreichen Bilderhandschriften verbildlicht und kommentiert wurde. Bis zum Hochmittelalter können mehrere Gruppen von Bildzyklen unterschieden werden: Eine mozarabisch-spanisch-französische Handschriftengruppe beruht auf dem Apokalypsenkommentar des Beatus von Liébana aus dem Jahr 784 und umfasst etwa 800 Handschriften des 9. bis 13. Jahrhunderts. Eine kleinere ostfränkische Miniaturengruppe (Trier, Stadtbibliothek Cod. 21) des 9. Jahrhunderts blieb ebenfalls ohne nachhaltige Auswirkung auf die spätere deutsche Buchkunst. Einflussreicher war eine in Italien auf altchristlicher Grundlage entstandene Miniaturenreihe, die in der berühmten Bamberger Apokalypse (vor 1020) weiterlebt. Weitere deutsche, englische und französische Bilderhandschriften stehen bis zum Ende des Mittelalters in dieser Nachfolge, so die die um 1270 in Westminster entstandene Douce-Apokalypse, die gereimte Fassung des Heinrich von Hesler (um 1310) oder die Apokalypse in der Velislaus-Bibel (1325–1349). Dieser Tradition folgen auch um 1430–1470 die gedruckten Blockbuch-Apokalypsen, deren etwa 50 Seiten jeweils in Holz geschnittene Bilder und Texte kombinieren. Die einschlägigen Bibelillustrationen um 1500, etwa in der Koberger-Bibel von 1483 werden in den Schatten gestellt von den 15 großartigen Holzschnitten der Apokalypse Albrecht Dürers, 1498. Die lutherische Buch- und Flugblattillustration schließt sich den dürerschen Motiven an: Lucas Cranach der Ältere zeigt in Luthers „Septembertestament“ (1522) den Papst als „babylonische Hure“, die Bildformulierungen in Georg Lembergers Holzschnitten zum Neuen Testament von 1524 wandern durch mehrere folgende, selbst katholische Bibelübersetzungen. Dürers Apokalypse wird auch in der französischen und englischen Graphik des frühen 16. Jahrhunderts nachgeahmt.
Im Jahr 1943 erschien als Privatdruck der Bauerschen Gießerei, Frankfurt am Main, das Buch Apokalypse mit dem Luther-Text der Offenbarung des Johannes und 27 handkolorierten Lithographien von Max Beckmann in einer Auflage von 24 nummerierten Exemplaren.

### Kathedralplastik

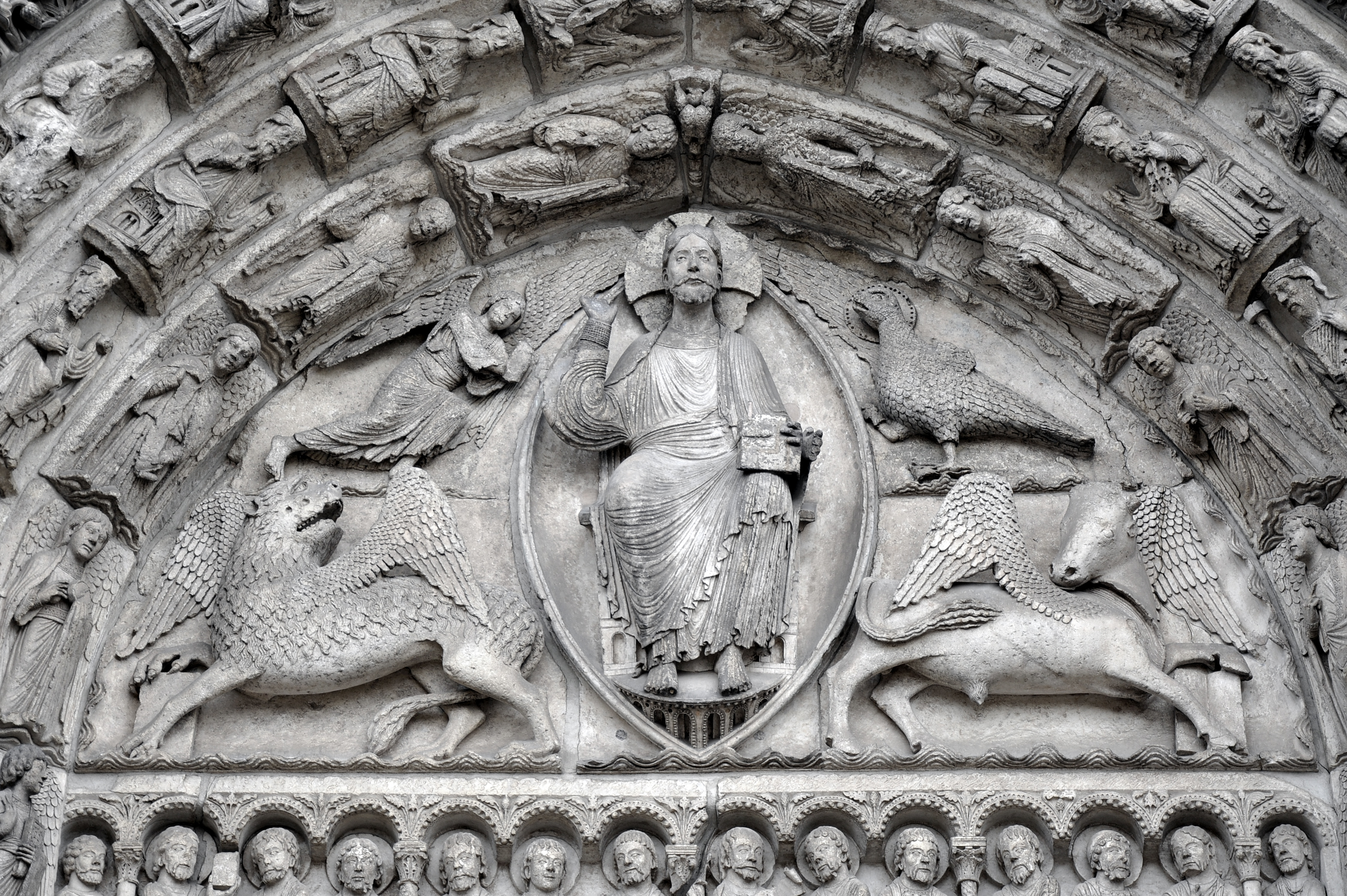
Majestas Domini, Chartres, Königsportal, um 1150

Ein der Apokalypse entnommenes Bildschema, die Majestas Domini ist für die mittelalterliche Kunst von größter Bedeutung. Es findet sich in der Buch- und Wandmalerei, vor allem aber in skulpturalen Bildschöpfungen, die in der burgundischen Romanik und in der nordfranzösischen Gotik bis etwa 1170 zu den herausragendsten Schöpfungen der ganze Epoche gehören. So ist Christus im Tympanon des mittleren Westportals („Königsportal“) der Kathedrale von Chartres mit einer Mandorla hieratisch ausgezeichnet, von den vier Evangelistensymbolen flankiert, von Engeln und den 24 Ältesten in den Archivolten umgeben und den Aposteln im Türsturz begleitet.
Um 1170 verschwindet dieses bis dahin häufige Schema aus der Kathedralplastik, während das verwandte Motiv des Jüngsten Gerichtes sich noch bis zum Ende des Mittelalters an vielen Kirchenportalen wiederholt.

### Neuzeit
In der nachmittelalterlichen Malerei und erst recht der Bildhauerkunst verliert das Thema rapide an Bedeutung und beschränkt sich überwiegend auf herausgelöste Einzelmotive wie die Mondsichelmadonna (das „apokalyptische Weib“), oder das Lamm Gottes auf dem Buch mit den sieben Siegeln. Die bildlichen Visionen des Hieronymus Bosch tragen ebenfalls apokalyptische Züge, etwa Das jüngste Gericht und das Weltgerichtstriptychon. Von El Greco wurde das fünfte Siegel der Apokalypse dargestellt. Der einzige nennenswerte Bilderzyklus der Neuzeit stammt aus dem 19. Jahrhundert: 1843 bis 1867 zeichnete Peter von Cornelius für Friedrich Wilhelm IV. von Preußen 17 Kartons für einen Freskenzyklus auf dem in Berlin geplanten campo santo.